# プセール川

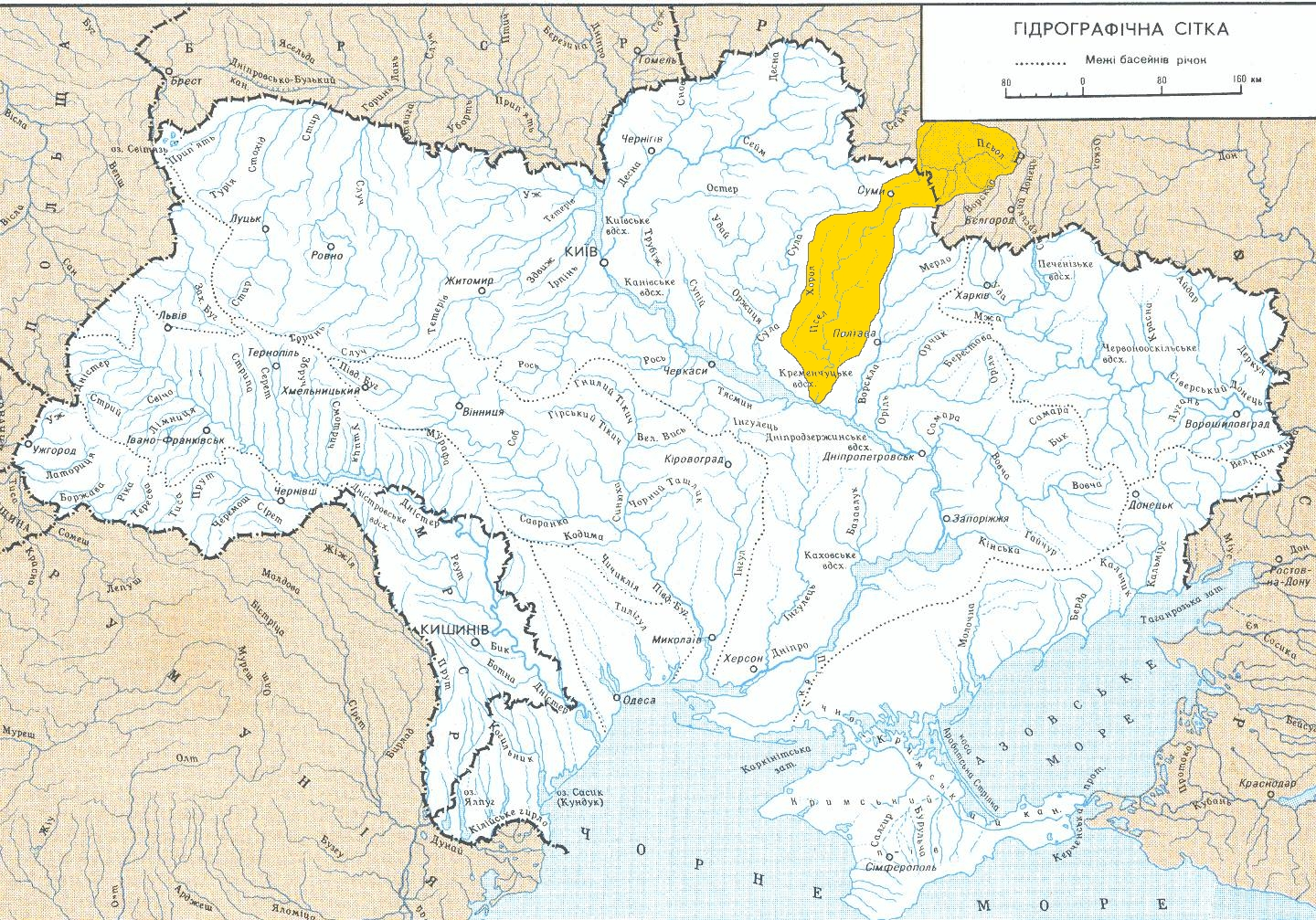
プセール川流域

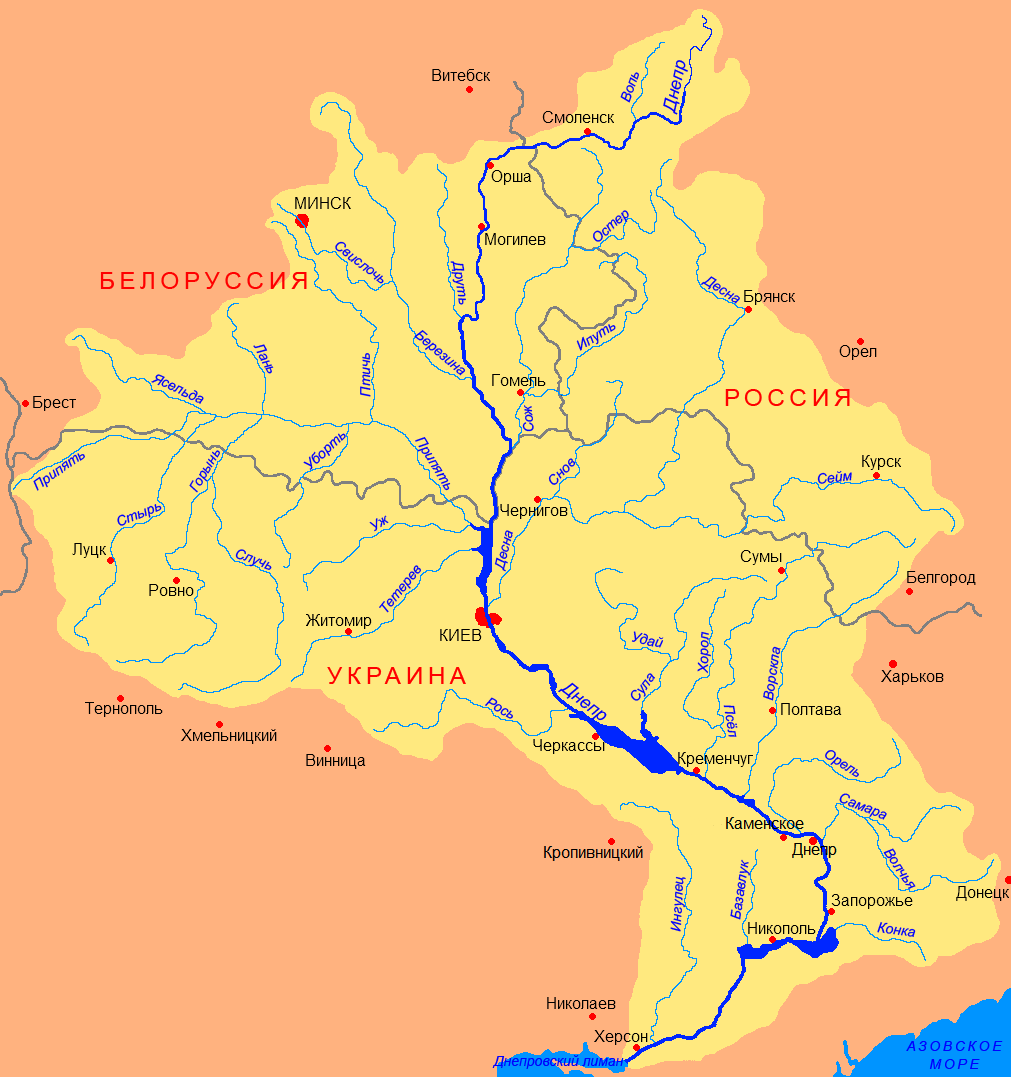
プセール川の流路（Псёл）

プセール川（プセールがわ、ウクライナ語: Псел）またはプショール川（ロシア語: Псёл）はウクライナとロシアを流れる、ドニエプル川左岸の支流である。
全長717 km、流域面積22,800 km2。うちウクライナ国内は502 km、16270 km2。水源は中央ロシア高地の西面であり、行政区的にはロシアのベルゴロド州とクルスク州の境界にあたる。ウクライナに入った流れはスームィ州スームィを通過し、ポルタヴァ州クレメンチュークにおいてドニエプル川の河口より564 km地点に流入する。